# ポゲンドルフ錯視

ポゲンドルフ錯視

ポゲンドルフ錯視（ポゲンドルフさくし、Poggendorff illusion）とは、水平線・垂直線と斜線の関係についての錯視である。ポゲンドルフは、ドイツのカール・フリードリッヒ・ツェルナーがツェルナー錯視を報告した1860年の図案に、この錯視があることを発見した。
左の図では、黒線と赤線は、灰色の長方形でさえぎられている。青線は、赤線とは異なり、黒線とつながっているように見える。ところが、実際にはそうではないことが、もう1枚の図で分かる。